# Perito Moreno Aerodrome
Perito Moreno Aerodrome (engelska: Perito Moreno Airport) är en flygplats i Argentina. Den ligger i den södra delen av landet, 1 700 km sydväst om huvudstaden Buenos Aires. Perito Moreno Aerodrome ligger 429 meter över havet.
Terrängen runt Perito Moreno Aerodrome är lite kuperad. Trakten runt Perito Moreno Aerodrome är nära nog obefolkad, med mindre än två invånare per kvadratkilometer.. Närmaste större samhälle är Perito Moreno, 6,9 km sydost om Perito Moreno Aerodrome.
Omgivningarna runt Perito Moreno Aerodrome är i huvudsak ett öppet busklandskap.